# Methone (vệ tinh)
Methone /mɛˈθoʊniː/ là một vệ tinh tự nhiên rất nhỏ của Sao Thổ có quỹ đạo giữa quỹ đạo của vệ tinh Mimas và vệ tinh Enceladus.

## Lịch sử

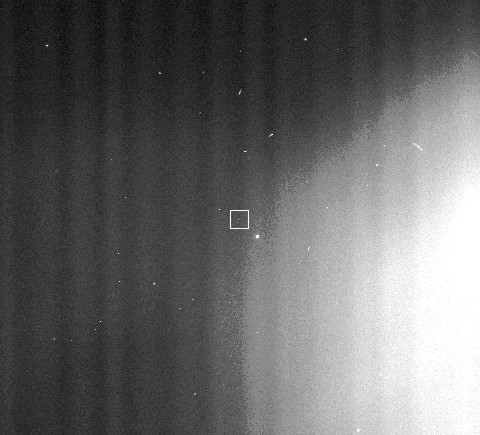
Hình ảnh phát hiện ra vệ tinh Methone vào ngày 1 tháng 6 năm 2004

Methone lần đầu tiên được phát hiện ra bởi Đội xử lý ảnh từ tàu Cassini và được đặt ký hiệu tạm thời là S/2004 S 1. Methone cũng được đặt cho cái tên Saturn XXXII (32). Tàu thám hiểm Cassini đã bay qua Methone hai lần và lần tiếp cận gần nhất được xác nhận vào ngày 20 tháng 5 năm 2012 với khoảng cách tối thiểu là 1.900 km (1.181 dặm).
Cái tên Methone được công nhận bởi Nhóm đặt tên cho các thiên thể của IAU (Hiệp hội thiên văn quốc tế) vào ngày 11 tháng 1 năm 2005. Nó được phê chuẩn tại Hội nghị Cấp cao của IAU vào năm 2006. Methone (tiếng Hy Lạp Μεθώνη) là một trong những Alkyonide, bảy người con gái xinh đẹp của gã khổng lồ Alkyoneus.

## Quỹ đạo
Quỹ đạo của Methone bị ảnh hưởng rõ rệt bởi một cộng hưởng kinh độ trung bình với tỷ lệ 14:15 gây nhiễu loạn với một vệ tinh lớn hơn nhiều là Mimas. Điều này khiến những yếu tố quỹ đạo mật tiếp dao động với một biên độ khoảng 20 km tại bán trục lớn, và 5° tại kinh độ của cận điểm quỹ đạo của nó với chu kì khoảng 450 ngày. Độ lệch tâm của nó cũng biến đổi trong khoảng 0,0011 và 0,0037, và độ nghiêng thì trong khoảng 0,003° và 0,020°.

## Đặc điểm vật lý
Vào tháng 5 năm 2012, tàu thám hiểm Cassini có được những bức hình ở khoảng cách gần của Methone, cho thấy một thiên thể với hình dạng quả trứng với bề mặt rất là nhẵn, và không có hố va chạm nào có thể nhìn thấy được. Hai vệ tinh Pallene và Aegaeon cũng được cho rằng có bề mặt nhẵn như vậy. Methone có hai vùng suất phản chiếu sắc nét khác nhau, một vùng tối rõ ở trung tâm ở trung tâm tại điểm đầu của Methone (~13%). Vùng sáng hơn của nó có suất phản chiếu là ~0,70. Phổ tia UV và IR không cho thấy sự khác biệt giữa màu sắc của hai vùng này, điều này đã gợi ra rằng thứ chịu trách nhiệm cho việc đó là một khác biệt về vật lý chứ không phải là về cấu tạo. Sự tiếp xúc trực tiếp với electron liên tục tăng từ từ quyển của Sao Thổ đã được cho là chịu trách nhiệm cho những dị thường về nhiệt ở những bán cầu dẫn đầu của vệ tinh Mimas và Tethys, và một tính không đẳng hướng chiếu sáng tương tự có lẽ là nguyên nhân của mô hình xuất phản chiếu của vệ tinh Methone.
Bán kính trung bình của vệ tinh Methone là 1,45±0,03 km.
Cho rằng Methone đang ở trạng thái cân bằng thủy tĩnh, ví dụ rằng hình dáng thon dài của nó phản chiếu sự cân bằng giữa lực thủy triều của Sao Thổ và trọng lực của Methone, khối lượng riêng của nó có thể ước lượng bằng: 0,31+0,05
−0,03 g/cm3, là một trong số những giá trị khối lượng riêng thấp nhất thu được hoặc phỏng đoán cho một thiên thể trong Hệ Mặt trời. Điều này chỉ ra rằng Methone được tạo nên bởi băng phồng, loại vật chất linh động đủ để chứng minh cho sự thiếu vắng các hố va chạm trên bề mặt Methone.

## Mối quan hệ với các vành đai của Sao Thổ
Vật chất bị thổi bay ra khỏi vệ tinh Methone bởi những va chạm của vi thiên thạch được cho rằng là nguồn gốc của vành đai Methone, một vành đai mờ xung quanh Sao Thổ có chung quỹ đạo với vệ tinh Methone được phát hiện ra vào tháng 9 năm 2006.